# Onset (Massachusetts)
Onset è un census-designated place nel territorio del comune di Wareham dello stato del Massachusetts, Contea di Plymouth, Stati Uniti d'America.

## Storia
Onset si sviluppò negli anni 1880 da un campo estivo per incontri fra Spiritualisti.
Molti dei cottage oggi esistenti ad Onset furono eretti come seconda casa di persone o famiglie abitanti a Boston, Taunton, Brockton ed in altri comuni del nord-est degli Stati Uniti, che si riunivano per ascoltare dei medium che comunicavano con anime di defunti. Quando esso era retto da Spiritualisti, il suo nome era Onset Bay Grove.